# محمد هدوري
محمد هدوري (5 أبريل 1968 - 24 أكتوبر 2021) كان بيروقراطيًا وسياسيًا إندونيسيًا. شغل منصب الأمين العام لوزارة الداخلية من 2020 إلى 2021. حصل هدوري على بكالوريوس هندسة التخطيط في التخطيط الإقليمي والعمراني من الجامعة الإسلامية في باندونغ (1993)، ودرجة الماجستير في العلوم الحكومية من جامعة بادجادجاران (2002)، ودرجة الدكتوراة في العلوم الحكومية من جامعة ساتياغاما (2018).
بعد وفاته في 24 أكتوبر 2021 عين وزير الداخلية تيتو كارنافيان سهاجار ديانتورو وهو خبير في الوزارة ليحل محله بالوكالة. تم التنصيب بعد يومين من وفاته.